# پلی‌تتراهیدروفوران
پلی‌تتراهیدروفوران (به انگلیسی: Polytetrahydrofuran) با فرمول شیمیایی (C۴H۸O)n یک ترکیب شیمیایی است. که جرم مولی آن متغیر می‌باشد. شکل ظاهری این ترکیب، سفید واکسی است.